# Famille Hovyne
 (mai 2020).
Si vous disposez d'ouvrages ou d'articles de référence ou si vous connaissez des sites web de qualité traitant du thème abordé ici, merci de compléter l'article en donnant les références utiles à sa vérifiabilité et en les liant à la section « Notes et références ».
Cette page explique l’histoire ou répertorie les différents membres de la famille Hovyne.
La famille Hovyne (ou Hovine) était une ancienne famille noble.

## Histoire
La famille Hovyne était originaire du Tournaisis. Une branche s'établit en Brabant où elle acquiert par alliance les seigneuries de Monteberghes et Schoonberghe. Dans sa collection patrimoniale se trouvait le château de Bossuit, à Avelgem. Grâce à des alliances importantes, l'influence des membres de cette famille était considérable[réf. souhaitée].

## Personnalités de cette famille
- Jean Hovyne[réf. souhaitée] (1550-), bailli d'Antoing, conseiller de Tournai et du prince d'Espinoy, grand-bailli du chapitre Notre-Dame de Tournai, conseiller de Sa Majesté au Grand conseil des Pays-Bas à Malines
- Guillaume Hovyne[réf. souhaitée], chanoine de Sainte-Gudule à Bruxelles

### Fragment généalogique
- Laurent I de Hovyne;
allié à dame Catherine du Bosquiel
  - Charles I de Hovyne (1596-1671) baron de Douillen, seigneur de Gouvernies;
allié à Marie de Gaule, fille du chevalier Jérôme de Gaule
    - Charles II de Hovyne, chancelier à Louvain.
    - Laurent II de Hovyne (1627-1690), seigneur de Gouvernies[1], conseiller d'État;
allié à dame Anne-Marie de Blasere
      - Barbe de Hovynes,
allié à sieur Guillaume de Gottignies.

  - Maximilien de Hovyne(-1662), Maximilien de Sainte-Marie Madeleine, carme déchaux, théologien et poète latin

### Seigneurs de Schoonberghe
- Jacques de Hovyne;
allié à dame Marie Godin[2]
  - Jean-Jacques de Hovyne; mort à Malines,
allié à dame Marie Marguerite Valejo, dame héritière de Schoonberghe
    - Philippe-Josephe de Hovyne, Seigneur de Schoonbergh et de Monteberghe.

### Seigneurs de Bossut
- Louis Hovyne, Seigneur de Bossut, grand prévôt de Tournai;
allié à dame Jeanne de Gaest
  - Antoine de Hovyne,Seigneur de Bossut,
allié à dame Marie de Fourmanoir, dame héritière de Chercamps

## Galerie

Charles d'Hovyne.
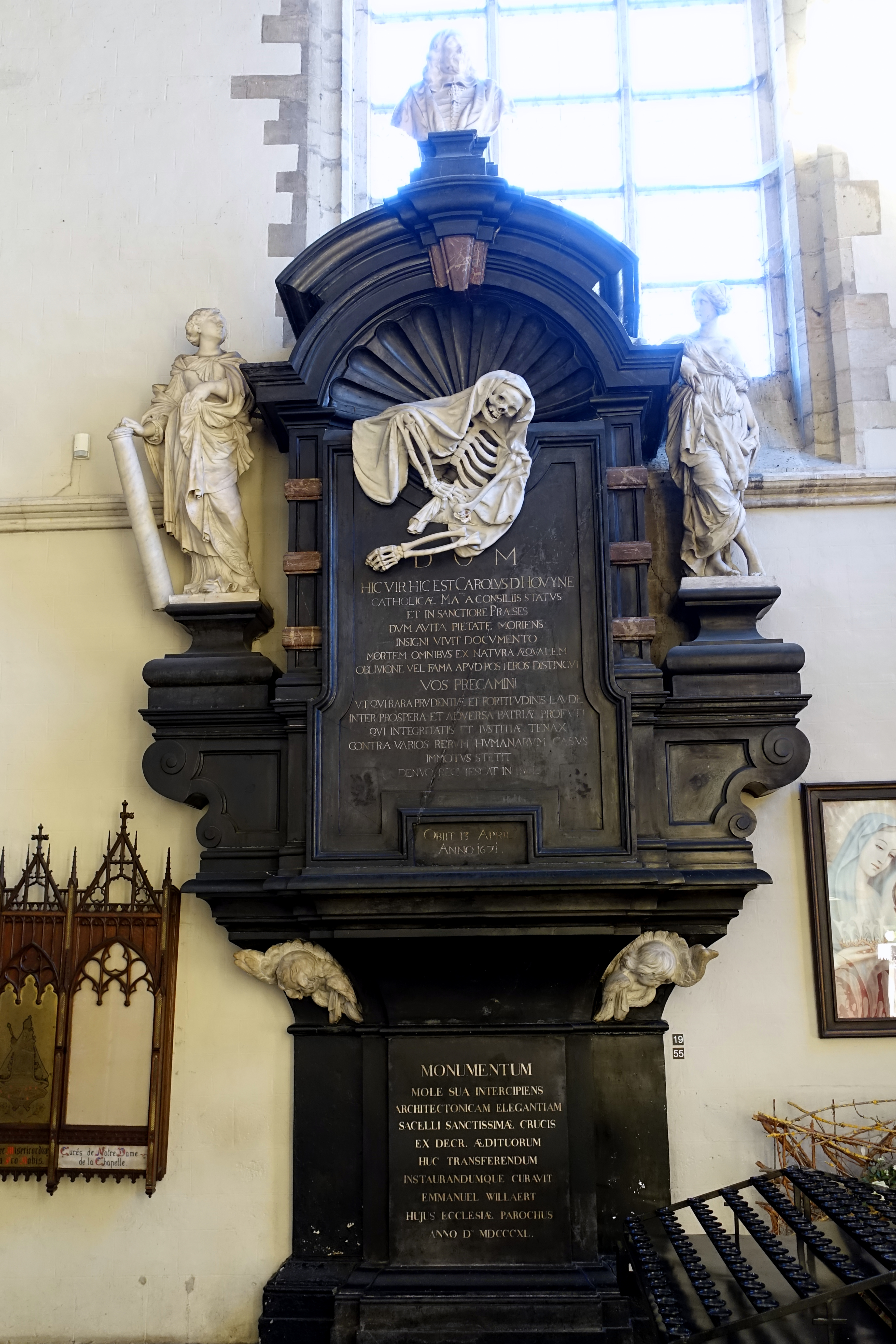
Épitaphe de Charles d'Hovyne, Bruxelles.
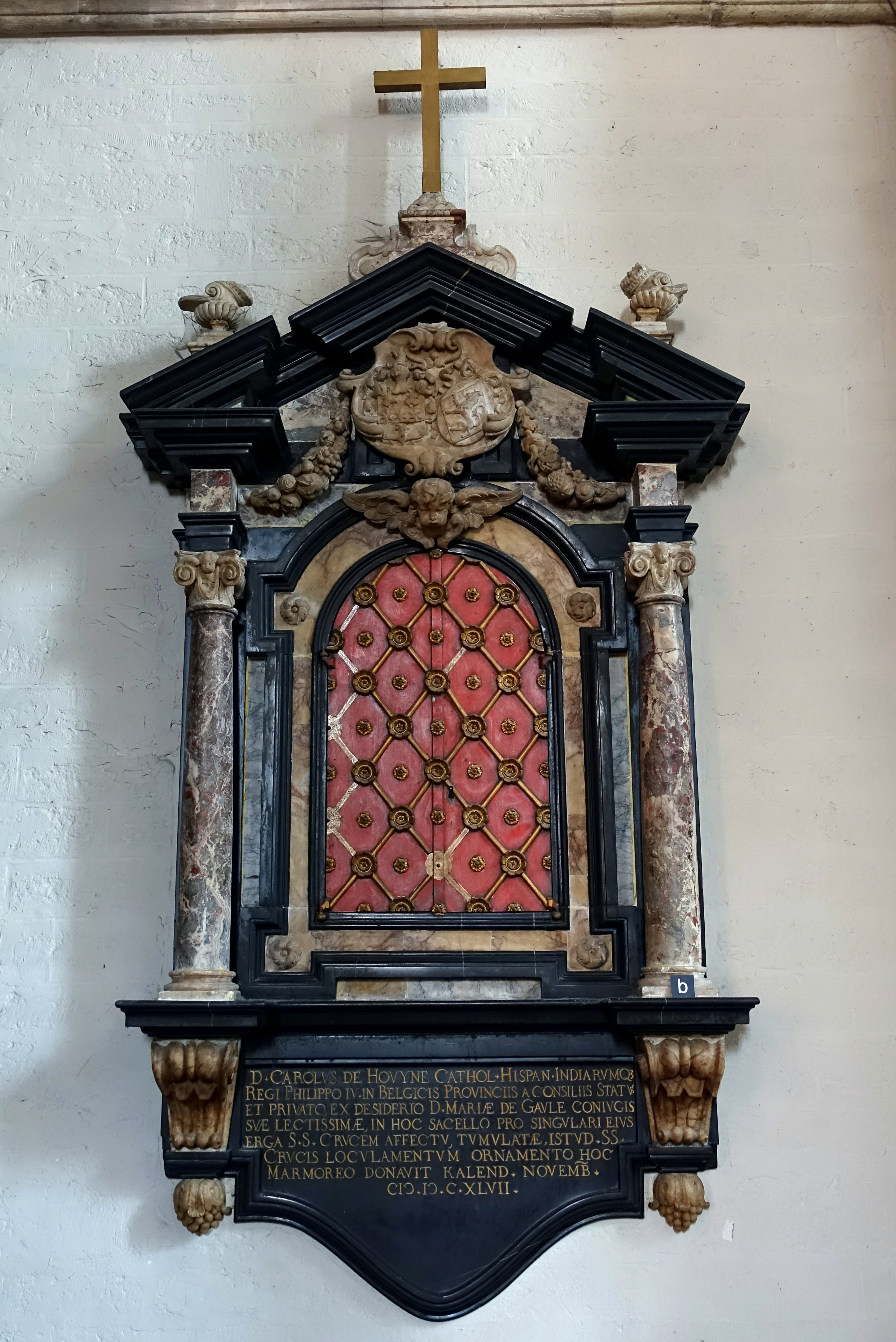
Épitaphe de Charles d'Hovyne, Bruxelles.
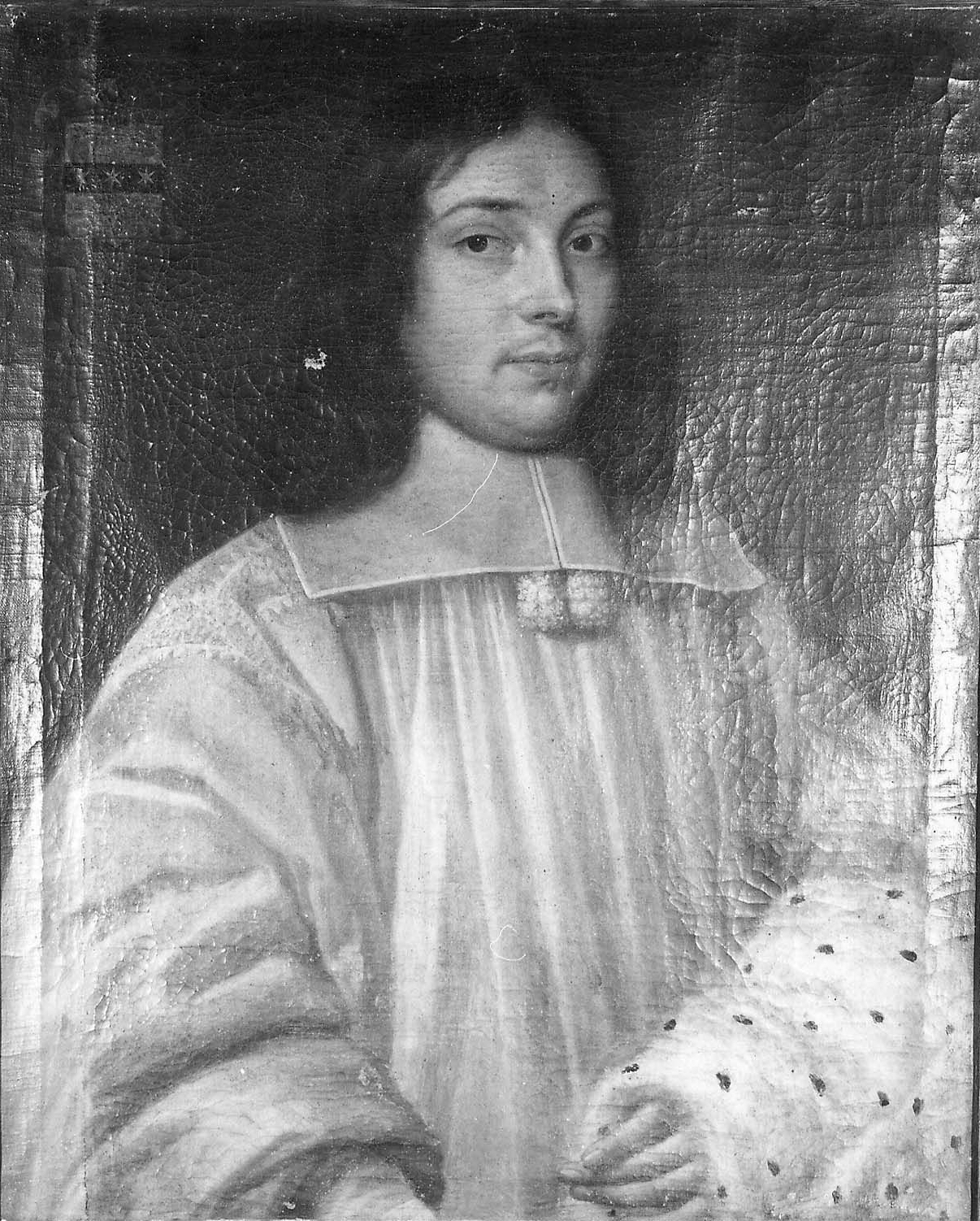
Portrait d'un chanoine d'Hovine.